# 云锦镇
云锦镇，是中华人民共和国四川省泸州市泸县下辖的一个乡镇级行政单位。

## 行政区划
云锦镇下辖以下地区：
烟霞阁社区、花园村、云丰村、骑龙寺村、稻子村、龙井村、板桥村、天台寺村、斑竹林村、黄泥堡村、冯石村、湾头村、旺龙山村、桂花村、翻身村、长潮村和卫和村。